# Acronema ioniostyles
Acronema ioniostyles är en växtart i släktet Acronema och familjen flockblommiga växter. Den beskrevs av Michel A. Farille och Georges Lachard 2002.
Arten är en perenn ört som är endemisk i den indiska delstaten Uttarakhand.